# Pollex modus
Pollex modus là một loài bướm đêm thuộc họ Erebidae. Nó được tìm thấy ở Borneo.
Sải cánh dài khoảng 7.5 mm. Cánh trước khá hẹp và màu nâu hơi đen. Cánh dưới nâu đồng nhất.